# Berthold Oppenheim
Berthold Oppenheim (Olomouc, 1867. július 29. – 1942) morva szülővárosának rabbija 1892 és 1939 között. 1942-ben a treblinkai megsemmisítő táborban halt meg.

## Élete
Oppenheim 1867. július 28-án született egy rabbicsaládba. Édesapja, Joachim Heinrich Oppenheim 1858-tól a dél-morvaországi Jemnice, később, 1868 és 1891 között a ma Lengyelországhoz tartozó, akkor poroszországi Toruń rabbija volt. Ezen kívül nagybátyja a bécsi Isaac Hirsch Weiss hebraista volt. Iskoláit Berlinben és Wrocławban végezte különböző rabbiképzőkben és egyetemeken. 1891–92-ben Miroslav rabbija volt, majd 1892-től kezdve Olomoucé. 1894-ben az ő kezdeményezésére kezdődött meg az új zsinagóga építése, ami 1897-re készült el. 1918-ban, mikor Loštice rabbija Belgiumba költözött, ő vette át a helyét. A második világháború előtti években végig ő töltötte be Olomouc rabbijának szerepét, 1940-ben Ernst Reich váltotta a poszton. 1942. július 8-án a Theresienstadtba, onnan október 15-én Treblinkába hurcolták, ahol a megsemmisítőtáborban vesztette életét.
2012-ben botlatőkövet helyeztek el emlékére Olomoucban.